# Akseløya
Akseløya est une petite île située à l'embouchure du fjord Van Mijenfjorden, sur la côte ouest du Spitzberg. L'île possède une superficie totale d'environ 10 kilomètres carrés avec un paysage relativement plat et de nombreux petits récifs autour.

## Le phare
L'île possède un phare construit en septembre 1946 (mis en service le 20 septembre de la même année) et situé au nord de l'île. C'est l'un des trois phares du fjord qui aide à la circulation maritime. 
Le phare  est une tourelle à claire-voie en acier de 7 mètres de haut, avec une galerie et une lanterne. La tour est peinte en noir et la galerie et lanterne sont rouges. Il émet, à une hauteur focale de 11 mètres, un éclat blanc toutes les 5 secondes. Sa portée nominale n'est pas connue . 
Identifiant : ARLHS : SVA-006 ; NF-9958 - Amirauté : L4304 - NGA : 17820 .